# 仙溪王氏大宗祠
王氏大宗祠，位于中国广东省潮州市潮安庵埠，为潮州市潮安县的一个省级文物保护单位，类型为古建筑，公布时间为2012年10月。
王氏大宗祠的历史年代为清代。